# (32709) 3355 T-2
3355 T-2 (asteroide 32709) é um asteroide da cintura principal. Possui uma excentricidade de 0.14933210 e uma inclinação de 10.20378º.
Este asteroide foi descoberto no dia 25 de setembro de 1973 por Cornelis Johannes van Houten e Ingrid van Houten-Groeneveld e Tom Gehrels em Palomar.